# Эйль
Эйль (сомал. Eeyl) — город на побережье Индийского океана в Сомали.

## Общие сведения
Расположен на восточном побережье провинции Нугаль, ныне входящей в непризнанное международным сообществом государство Пунтленд на севере Сомали. Близ города Эйль в океан впадает река Нугаль. Океанский порт. В городе функционируют больница и семь общеобразовательных школ.

## История
В начале XX столетия в районе города Эйль происходили кровопролитные сражения между местными исламскими отрядами под командованием шейха Мухаммеда Абдуллы Хассана (Безумный мулла, Mad Mullah, 1856—1920) и британскими войсками. После поражений, понесённых сомалийцами в 1903 — начале 1904 года шейх Хассан вместе с 700 воинами укрылся от преследовавших его англичан в приморском, хорошо укреплённом со стороны суши Эйле (тогда город назывался Иллиг). 21 апреля 1904 года англичане высадили близ Эйля с трёх военных судов морской десант в составе более чем 500 человек, и охватили Эйль с юга фронтом шириной в 1,2 километра. После непродолжительного сражения вооружённые дервиши шейха Хассана были обращены в бегство, оставив на поле боя 58 убитых и 27 винтовок. В течение последующих нескольких дней британскими войсками были обследованы пещеры вдоль побережья близ Эйля, и в них уничтожены остатки бежавших из отряда шейха Хассана. В этой последней операции приняли участие также прибывшие под Эйль итальянские военные моряки.
В Эйле находятся руины построенной во времена Холодной войны советскими военными радиолокационной станции. Здесь также можно увидеть сложенный из каменных плит форт, возведённый в начале XX столетия шейхом Хассаном.
26 декабря 2004 года Эйль сильно пострадал от цунами, вызванных землетрясением в акватории Индийского океана.

## Рыболовство и пиратство
Многие из жителей Эйля заняты рыболовством. Однако в последние десятилетия значительную конкуренцию им составляют испанские, таиландские, китайские и российские рыболовецкие суда, занимающиеся незаконным ловом рыбы в местных водах. Данное обстоятельство усугубляется тем, что в фактически распавшемся государстве Сомали отсутствуют эффективно действующие пограничные службы, охраняющие его морские границы.
С сокращением реальных доходов от рыболовства часть населения города, связанная с океаном, занялась пиратским промыслом. Так как морские грабежи приносят относительно высокие доходы, в город начали съезжаться также различные авантюристы и из внутренних районов Сомали, использующие этот портовый город для пиратских нападений. Власти автономного государства Пунтленд, в который в настоящее время официально входит Эйль, ситуацию с пиратством практически не контролируют. Так, только в 2008 году близ побережья Сомали были захвачены пиратами и отведены в Эйль с целью получения выкупа 38 крупных судов. Наиболее известными являются нападения на фрахтеры Sirius Star, Гумбольдт Каррент (Humboldt Current) и Лан Синг (Lang Sing).